# The Seal of Silence (film 1913)
The Seal of Silence è un cortometraggio muto del 1913 diretto da Charles Giblyn, il film fu interpretato da Charles Edler, Louise Glaum, Richard Stanton, Mildred Harris e Thelma Salter.

## Produzione
Il film fu prodotto da Thomas H. Ince per la Kay-Bee Pictures.

## Distribuzione
Distribuito dalla Mutual Film, il film - un cortometraggio in due bobine - uscì nelle sale cinematografiche statunitensi il 27 giugno 1913.